# Franz Kullak
Franz Kullak (ur. 12 kwietnia 1844 w Berlinie, zm. 9 grudnia 1913 tamże) – niemiecki pianista i pedagog. Syn Theodora.

## Życiorys
Kształcił się u ojca w Neue Akademie der Tonkust, przez krótki czas był też uczniem Ferenca Liszta. Następnie studiował w Paryżu u Karla Wehlego i Henry’ego Litolffa. Ze względu na wybuchy nerwowe szybko wycofał się z występów jako pianista. Od 1867 roku uczył gry na fortepianie w Neue Akademie der Tonkust, a po śmierci ojca w 1882 roku przejął jej prowadzenie. W związku z postępującą nerwicą w 1890 roku zamknął szkołę. W 1891 roku założył własną Akademie für Höheres Klaverspiel, w 1900 roku zrezygnował jednak z jej dalszego prowadzenia.

## Twórczość
Skomponował operę Ines de Castro (wyst. Berlin 1877), ponadto był autorem utworów orkiestrowych, kompozycji na fortepian i pieśni. Opracowywał dzieła J.S. Bacha, W.A. Mozarta, J.N. Hummla i L. van Beethovena, przygotował m.in. wydanie V koncertu fortepianowego Beethovena skolacjonowanego z rękopisami i poprzedzonego przedmową na temat wykonawstwa. Opublikował prace Der Vortrag in der Musik am Ende des 19. Jahrhunderts (Lipsk 1898) i Beethoven’s Piano Playing (Nowy Jork 1901).